# Борис Марков (славист)
Вижте пояснителната страница за други личности с името Борис Марков.
Борис Марков (на македонска литературна норма: Борис Марков) е лингвист славист, македонист, русист от Република Македония.

## Биография
Роден е в 1923 година в тетовското село Отуние. През 1960 г. защитава докторската си дисертация „Продуктивни именни наставки в македонския език“ (Продуктивни именски наставки во македонскиот јазик). Преподава във Философския и филологически факултет на Скопския университет по граматика и история на руския език. Дългогодишен ръководител е на катедрата по славянски филологии и от 1983 до 1985 година е декан на Филологическия факултет. Автор е на около 200 научни трудове за словообразуването и лексиката на така наречения македонски и руския език в сравнение с други славянски и балкански езици, както и на книгата „Обвързване на прилагателните в македонския език“ (Образување на придавките во македонскиот јазик, 1988).